# ジャン＝ルイ・ジェモン
ジャン＝ルイ・ジェモン（Jean-Louis Geymond、1966年 - 1991年12月 ）は、フランスの柔道選手。階級は86kg級。

## 経歴
1983年の世界ジュニア86kg級で5位だったが、ヨーロッパジュニアで3位になった。1986年の世界軍人選手権大会では2位だった。1990年のフランス国際で優勝すると、嘉納杯でも準決勝で岡田弘隆、決勝で房前善行をそれぞれ裏投で破って優勝した。1991年7月には地中海競技大会で優勝するも、12月には闘病の末に死去した。

## 主な戦績
- 1983年 - 世界ジュニア　5位
- 1983年 - ヨーロッパジュニア　3位
- 1984年 - ドイツ国際　3位
- 1986年 - 世界軍人選手権大会　2位
- 1988年 - 正力国際　3位
- 1988年 - フランス国際　3位
- 1989年 - フランス国際　3位
- 1990年 - フランス国際　優勝
- 1990年 - 嘉納杯　優勝
- 1991年 - 地中海競技大会　優勝

(出典)。